# Arco vulcanico calabro
L'Arco vulcanico calabro o Arco calabro peloritano in geologia è un arco vulcanico situato per lo più nell'attuale regione Calabria e interpretato dai geologi come un frammento di catena alpina stricto sensu, che si distingue dalle altre unità dell'Appennino meridionale essendo costituito da unità tettoniche non calcaree, bensì metamorfiche o cristalline, includendo anche rocce risalenti al Paleozoico, e con metamorfismo pre-neogenico con picco metamorfico nell'Eocene (al contrario nell'appennino è neogenico).
L'arco calabro peloritano è separato a nord dalla linea di Sangineto e a sud dalla linea di Taormina, ed è un pezzo di Europa che - spezzatosi e separatosi dal blocco sardo-corso nel Miocene - ha ruotato e migrato verso sudest fino all'attuale posizione, cioè a sud dell'Appennino meridionale e a nord delle Magrebidi siciliane. Incastrato a nord dall'Appennino e a sud dalla Sicilia, il blocco calabro inizia a piegarsi; appaiono di conseguenza faglie, bacini e graben, indotti dalla curvatura progressiva dell'arco calabro. A questi graben plio-quaternari si affiancano graben più antichi (Pliocene superiore) legati probabilmente all'apertura del Tirreno, come il graben del Mésima, che anticamente mettevano in comunicazione Tirreno e Ionio.